# 瓦尔德马·格齐梅克
瓦尔德马·格齐梅克（Waldemar Grzimek，1918年12月5日—1984年5月26日）是一位德国雕塑家。格齐梅克來自西里西亞人家庭，在父亲君特·格齐梅克（Günther Grzimek）成為普鲁士议会议员后，格齐梅克一家于1925年迁居至柏林。
格齐梅克小时候很爱看柏林动物园里的异域动物，他也是在动物园结识了柏林艺术学院教授胡戈·雷德勒（Hugo Lederer），在后者的启发下，格齐梅克开始創作雕塑。在青少年时代，格齐梅克曾创作过一座美洲野牛塑像、一座非洲犀牛塑像、父母双亲的胸像以及一座斯凯㹴塑像。
高中毕业后，格齐梅克在建筑公司Philipp Holzmann AG当石工学徒，还曾师从威廉·格斯特尔（Wilhelm Gerstel）学习雕塑。他于1941年完成学业，拿到了学位，之后在德国海军服役，而且一直服役至二战结束。战后，格齐梅克曾当过艺术教授、自由职业雕塑家。